# In eiserner Faust

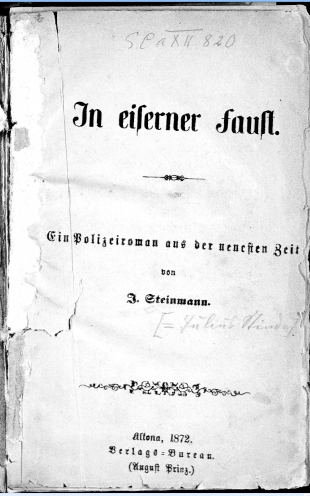
Titelblatt des Exemplars der Staats- und Universitätsbibliothek Carl von Ossietzky in Hamburg

In eiserner Faust ist ein Kriminalroman, den Julius Stinde im Jahr 1872 unter dem Pseudonym „J. Steinmann“ veröffentlicht hat.

## Überlieferung
Der Roman ist 1872 in Altona erschienen. Bis zum Anfang des 21. Jahrhunderts war nur der Titel aus den Bibliographien und zeitgenössischen Buchhandelsverzeichnissen bekannt, als Text oder Buch aber war er nicht auffindbar. Die Staats- und Universitätsbibliothek Hamburg hat ein letztes zerlesenes und aufgrund von Säurefraß vom Papierzerfall bedrohtes Exemplar des Buches für die Nachwelt erhalten. Ein im Vorderdeckel eingeklebtes Schildchen bietet Informationen zum alten Standort des Buches am Speersort „Hamb. Stadtbibl. Realkat SCa Vol XII p. 820“, der im alten, handschriftlichen Bandkatalog, dem sog. Realkatalog verzeichnet ist. Heute ist das Buch im Campus-Katalog online unter seiner neuen Signatur A/11301 zu finden. Das Buch bzw. das Papier ist allerdings so brüchig und marode, dass es für die normale Benutzung gesperrt werden musste, es steht auch für die Fernleihe nicht zur Verfügung. Es konnte aber reproduziert werden und ist sowohl als Kopie in der Bibliothek als auch in digitalisierter Form zugänglich. Der Roman ist ursprünglich in der Hamburger Novellenzeitung von 1872 erschienen und wurde in sieben regionalen Blättern, wie dem Bozner Wochenblatt, in der Laibacher Zeitung, dem Erzähler zum Fürther Tageblatt und in der Freiburger Zeitung als Fortsetzungsroman nachgedruckt.

## Handlung
Am Anfang des Romans steht ein Versicherungsbetrug, den der Polizeibeamte Korn zu seinem Vorteil arrangiert. Einem Selbstmörder wird durch einen dafür bezahlten Arzt ein natürlicher Tod bescheinigt, was der Witwe, Frau Ehrenfried, eine beträchtliche Versicherungssumme sichert. Dieses Geld „verwaltet“ Korn und gibt der Witwe nur nach Gutdünken hin und wieder geringe Beträge, wobei er sie im Glauben lässt, dass sie sich strafbar gemacht habe und nur durch seine Protektion von Verfolgung verschont bleibe. 
Ihre Tochter Antonie und deren Freundin Eva tragen zu den Kosten des Lebensunterhalts durch die Herstellung künstlicher Blumen bei. Eva ist verlobt mit einem Steuermann, der seinem Beruf als Seemann nachgeht. Die hübschen Mädchen werden zum Ziel der erotischen Wünsche lüsterner Wüstlinge, des Pastors Schröder und eines Roués, der die Tochter der reichen Familie Dolomie heiraten will. Das Ziel des Polizeibeamten Korn ist es, die Mädchen zugunsten dieser beiden Interessenten der Prostitution zuzuführen und selbst daraus den größten Gewinn zu erzielen. Sein erstes Opfer Eva wird gekidnappt und mit Drogen willenlos gemacht. 
Ein zweiter Handlungsstrang spielt in der Familie Dolomie. Hier vertritt der verwitwete Vater mit Strenge die Interessen seiner Firma, der er sogar das Lebensglück seines Sohnes Georg opfern will, der, statt Kaufmann zu werden, sein Glück als Maler sucht. Die Tochter Leopoldine ergibt sich ganz dem dekadenten Luxusleben der Reichen und will den ebenso dekadenten Herrn von Sejour nur deshalb heiraten, damit sie nach der Heirat ihre erotischen Phantasien ausleben kann. Sie befördert das Zerwürfnis zwischen Vater und Sohn, das aus der Weigerung Georgs entsteht, eine vom Vater arrangierte Verlobung mit einer reichen Kaufmannstochter einzugehen. Sie hofft, als Erbin einmal allein über das gesamte Vermögen der Familie verfügen zu können. Georg nämlich hat eine der reizenden Blumenmacherinnen, Antonie, kennengelernt und sich in sie verliebt und will trotz der Enterbung durch den Vater sich als Maler eine gemeinsame Zukunft mit Antonie erarbeiten. Dazu hilft das Anerbieten Jeans, des alten Dieners des Hauses Dolomie, der Georg sein Erspartes aufdrängt, damit der seine Malerausbildung abschließen kann. Georgs Briefe, die er während seines Ausbildungsaufenthaltes in Düsseldorf an Antonie schreibt, werden vom Polizeibeamten Korn abgefangen. 
Antonie entgeht dem Schicksal, das Eva erleiden musste, nur durch das ungewollt hilfreiche Eingreifen der irrsinnigen Frau des Polizeibeamten, die ihr das Entkommen ermöglicht. Währenddessen hat Leopoldine nach der Heirat mit Herrn von Sejour den Plan gefasst, ihren Ehemann umzubringen, um ohne ihn in größerer Freiheit zu leben. Sie trifft sich regelmäßig mit einem zunächst verschollen geglaubten, dann aber wieder aufgetauchten früheren Geliebten, dem Italiener Benvenuto, der ihr das Gift Aqua Tofana besorgt, mit dem der Ehemann langsam getötet werden soll, ohne dass Spuren des Giftes nachweisbar sein werden. Mit der Rückkehr Georgs aus Düsseldorf tritt die Wendung ein. Antonie flieht aus dem Hause des Polizeibeamten Korn und findet Hilfe bei einem jungen Arzt, der zufällig dienstlich in der Wohnung tätig ist, in die Antonie sich flüchtet. Der junge Arzt bringt Antonie zu Georg ins Haus Dolomie, wo der vergiftete Herr von Sejour mit dem Tode ringt. Georg erklärt sich sofort bereit, sein Blut zu spenden, nachdem der Arzt herausgefunden hat, an welchem Gift der Kranke zugrunde gehen sollte, und nachdem er die Transfusion als einzige Möglichkeit der Lebensrettung erklärt hat. Herr Dolomie erleidet einen Zusammenbruch und muss seine bisherigen Ansichten und Haltungen revidieren. Eva wird von ihrem Steuermann erstochen, der sie als Prostituierte wiedererkannt hat. Der Steuermann wird zu langjähriger Haft verurteilt, die Liebenden Antonie und Georg lassen ein Jahr der Trauer um Eva vergehen, ehe sie ihre Hochzeit feiern. 
Insgesamt wird ein breites Panorama der Hamburger Gesellschaft der 1860er Jahre vorgeführt, in dem freilich die Bösewichte in den schwärzesten Farben gemalt sind und die Guten einen Edelmut beweisen, der so selbstlos und realitätsfern ist, dass auch dem gutgläubigsten Leser Zweifel kommen müssen, ob es in der wirklichen Welt tatsächlich so, oder nicht doch vielleicht ein bisschen weniger hochherzig zugehen könnte.